# Francis Forton
Francis Forton (20 mars 1962 -), est un joueur de billard carambole belge.

## Biographie
En 1976, son père était président d'un club de billard, l'Union Royal Saint-Michel. 
Après avoir joué au football dans sa jeunesse (au Standard Anderlecht), il se lance en 1980 dans le billard de compétition, après avoir fini son service militaire. 
1981 est l'année de ses premières leçons avec Émile Wafflard, c'est aussi à ce moment-là que l'amour du billard s'est réellement ancré en lui.
Après avoir travaillé, de 1979 à 1986, dans une compagnie d'assurances, Francis Forton décide de se consacrer entièrement à son sport et de reprendre un établissement comportant des billards (la Brasserie des Alliés) et c'est aussi à partir de ce moment que ses résultats deviennent satisfaisants. 
Il met 30 ans pour être honneur dans toutes les catégories. Par la suite, il s'est spécialisé dans le jeu des Trois Bandes. Il gagne son premier tournoi VES-AJH, en 1993, contre Raymond Ceulemans en finale.
Son épouse étant gravement malade, il abandonne l'entraînement et la compétition partiellement. 
En 1991, il rejoint néanmoins l'équipe d'Arcade, avec laquelle il joue 4 saisons, dont  la saison 1994-1995, durant laquelle il obtient 2 titres nationaux: 2 fois 3e au Championnat d'Europe (Frédéric Caudron - De Backer - Leppens - VanBrabant). Puis avec l'ABC BOUSSU, il est 3e au Championnat d'Europe (Blomdhal - Nelin - De Backer - Forthomme)
Enfin il rejoint B.C. La Couronne avec laquelle il est successivement: 
- Champion en 3e division (Detrenoye - Winckelmans M. - Winckelmans L. - Bernical)
- Champion en 2e division (Winckelmans M.- Stitchinsky - De Wambersie)
- Actuellement en 1re division (Mottet, Ramaeckers, Van De Gught)

Il participe aux championnats par équipe en Hollande avec Uytdewilghen, Van Peer, De Zwart et Vandersteen, en France  à Courbevoie avec Leppens, Boudin et Barbeillon.

## Palmarès[4]
- En 2009 [5]: demi-finale du Championnat de Belgique 3-bandes. 3e au championnat de Belgique par la bande. Demi- finale VES 'De Deken'
- En 2008: vice-Champion de Belgique par la bande[6]. 3e au Championnat d'Europe par équipe nationale[7].5e Championnat du Monde par équipe nationale.
- En 2007: vainqueur du tournoi VES Lier avec 1,890 de Moyenne.
- En 2005: vainqueur 4e tournoi VES Dison. Meilleure prestation 1,770 moyenne générale. Vice-champion de Belgique finale contre Caudron.
- En 2003-2004: champion avec Couronne 2e Division.
- En 2002-2003: champion avec Couronne 3e Division.
- En 1999: champion avec Boussu.
- En 1998: 3e tournoi VES Couronne. Vice-champion de Belgique en finale contre DeBacker. 5e au classement mondial.
- En 1997: vice-champion de Belgique en finale contre Caudron.
- En 1996: 2e tournoi VES Couronne. Vainqueur coupe du monde à Athènes.
- En 1995: 1er au classement Belge.
- En 1994: champion avec Arcade.
- En 1993: 1er au tournoi VES contre Raymond Ceulemans en finale.
- En 1990: champion National Excellence 3B G.B.
- En 1986, 1987, 1988, 1989: divers titres dans différentes catégories et divers modes de jeux.
- En 1985: 3e titre national 1e Cat 3B G.B.
- En 1984: 2e titre national 2e Cat 3B G.B.
- En 1983: 2e titre national Exel. Libre P.B.
- En 1982: 1er titre national 1e Cat. Libre P.B.